# Filmåret 1975

## Academy Awards/Oscari urval (komplett lista)
| Kategori                   | Vinnare                                   |
| -------------------------- | ----------------------------------------- |
| Bästa film:                | Gökboet (One Flew over the Cuckoo's Nest) |
| Bästa regi:                | Milos Forman (Gökboet)                    |
| Bästa manliga huvudroll:   | Jack Nicholson (Gökboet)                  |
| Bästa kvinnliga huvudroll: | Louise Fletcher (Gökboet)                 |
| Bästa manliga biroll:      | George Burns (The Sunshine Boys)          |
| Bästa kvinnliga biroll:    | Lee Grant (Shampoo)                       |
| Bästa utländska film:      | Vägvisaren (Dersu Uzala) (Sovjetunionen)  |

## Årets filmer

### A - G
- Allmänna ordningen
- Barry Lyndon
- Berättelsen om Adèle
- Breaking Point
- Champagnegalopp
- Den vita väggen
- Död och pina
- Dödligt utspel
- En kille och en tjej
- En satans eftermiddag
- Fartdårens Vilda Flykt
- Flåklypa Grand Prix
- French Connection II
- Fruarna i Stepford
- Funny Lady
- Garaget
- Gökboet

### H - N
- Hajen[1]
- Karl-Bertil Jonssons julafton
- Katharina Blums förlorade heder
- Lejonet och jungfrun
- Mannen som ville bli kung
- Maria
- Monty Pythons galna värld
- Må vårt hus förskonas från tigrar
- Mysteriet natten till den 25:e
- Nashville
- Nyckelhålet

### O - U
- Potato Fritz
- Rocky Horror Picture Show, The
- Salo eller Sodoms 120 dagar
- Skärseld
- Släpp fångarne loss – det är vår!
- Spegeln
- Streetfighter
- Sängkamrater
- Ta't som en man, frun!
- Tid för hjältar
- Tommy
- Tre dagar för Condor
- Trollflöjten

### V - Ö
- Vem var Dracula?
- Vinden och lejonet
- Yrke: reporter
- Ägget är löst!

## Födda
- 3 januari – Danica McKellar, amerikansk skådespelare.
- 20 januari – Daniel Larsson, svensk skådespelare
- 29 januari – Sara Gilbert, amerikansk skådespelare.
- 6 februari – Johan Löfstedt, svensk regissör, producent, klippare, ljudtekniker.
- 22 februari – Drew Barrymore, amerikansk skådespelare.
- 14 mars – Johan Paulik, slovakisk gayporrfilmskådespelare.
- 15 mars – Eva Longoria, amerikansk skådespelare.
- 16 mars – Sienna Guillory, amerikansk skådespelare.
- 27 mars – Stacy Ferguson, amerikansk skådespelare och musiker, medlem i Black Eyed Peas.
- 7 maj – Lena Strömberg, svensk skådespelare.
- 14 maj – Lina Englund, svensk skådespelare.
- 16 maj – Ida Wahlund, svensk skådespelare.
- 4 juni – Angelina Jolie, amerikansk skådespelare.
- 9 maj – Chris Diamantopoulos, grekisk-kanadensisk skådespelare.
- 20 juni – Josef Säterhagen, svensk skådespelare.
- 25 juni – Linda Cardellini, amerikansk skådespelare.
- 27 juni – Tobey Maguire, amerikansk skådespelare.
- 20 juli – Judy Greer, amerikansk skådespelare.
- 7 augusti – Charlize Theron, sydafrikansk skådespelare.
- 30 augusti – Eva Rexed, svensk skådespelare.
- 1 september – Scott Speedman, brittisk-kanadensisk skådespelare.
- 23 september – Jaime Bergman, amerikansk fotomodell och skådespelare.
- 30 september – Marion Cotillard, fransk skådespelare.
- 5 oktober – Kate Winslet, brittisk skådespelare.
- 8 oktober – Julia Dufvenius, svensk skådespelare.
- 17 december – Milla Jovovich, amerikansk skådespelare och fotomodell.
- 27 december – Heather O'Rourke, amerikansk skådespelare.

## Avlidna
- 2 januari – Lenn Hjortzberg, 55, svensk skådespelare och regiassistent.
- 20 februari – Vegard Hall, 75, norsk skådespelare.
- 1 mars – Björn Forsell, 59, svensk skådespelare och operasångare.
- 4 mars – Renée Björling, 76, svensk skådespelare.
- 6 mars – Folke Udenius, 60, svensk skådespelare.
- 10 mars – Aase Ziegler, 68, dansk skådespelare och sångare.
- 14 mars – Susan Hayward, 57, amerikansk skådespelare.
- 28 mars – Birger Sahlberg, 87, svensk skådespelare.
- 14 april – Fredric March, 77, amerikansk skådespelare.
- 15 april – Magnus Kesster, 73, svensk skådespelare.
- 7 maj – Mary Johnson, 78, svensk skådespelare.
- 16 maj – Allan Sundwall, 47, svensk skådespelare, inspelningsledare och regiassistent.
- 17 maj – Georg de Gysser, 76, svensk skådespelare och kläddesigner.
- 30 maj – Marie-Louise Sorbon, 61, svensk skådespelare.
- 18 juli – Åke Ohberg, 69, svensk skådespelare, regissör, producent och sångare.
- 30 juli – Ragnvi Lindbladh, 51, svensk skådespelare.
- 31 juli – Per-Axel Branner, 76, svensk skådespelare, regissör, manusförfattare och teaterchef.
- 7 augusti – Rune Ottoson, 51, svensk skådespelare.
- 4 september – Lilly Berggren, 69, svensk skådespelare.
- 12 september – Inga Tidblad, 74, svensk skådespelare.
- 25 september – Sten Hedlund, 72, svensk skådespelare och sångare.
- 3 oktober – Bror Bügler, 66, svensk skådespelare, manusförfattare och regissör.
- 17 oktober – Karl Erik Flens, 62, svensk skådespelare.
- 7 december – Thornton Wilder, 78, amerikansk författare och manusförfattare.
- 9 december – William A. Wellman, 79, amerikansk flygare, regissör, manusförfattare, skådespelare och producent.
- 23 december – Gustaf Boge, 84, svensk filmfotograf.

### Fotnoter
1. ↑  IMDB, läst 29 februari 2012